# LNER řada A4
Lokomotivní řada A4 britské železniční společnosti London and North Eastern Railway (LNER) byla řada 35 rychlíkových parních lokomotiv vyrobených v letech 1935–1938. Jeden z těchto strojů, č. 4468 Mallard (kachna divoká), dosáhl 4. července 1938 světového rychlostního rekordu parních lokomotiv rychlostí 203 km/h.

## Konstrukce a provoz

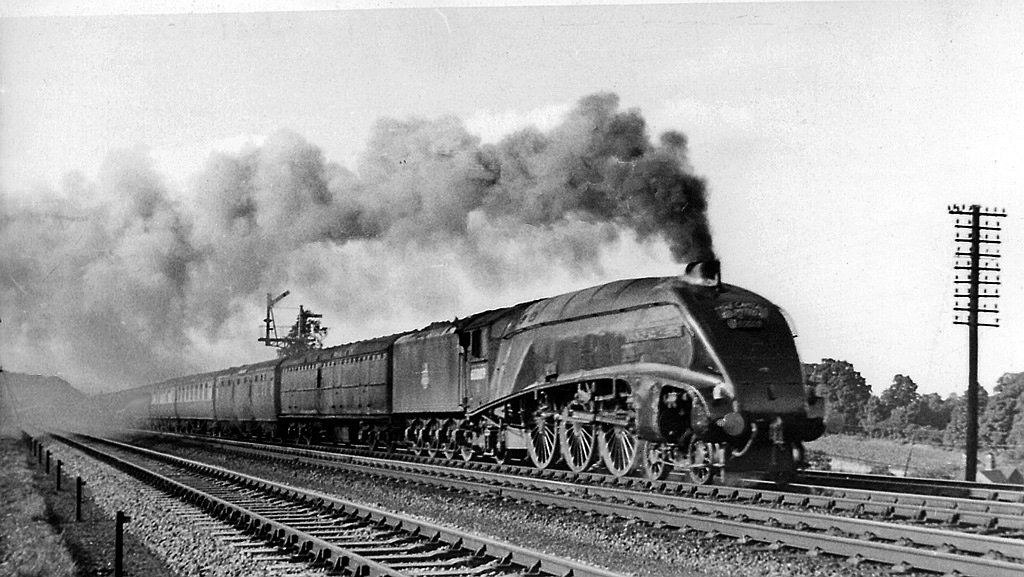
Lokomotiva 60009 Union of South Africa na rychlíku z Londýna do Edinburghu v září 1951

Lokomotivy A4 byly navrženy britským konstruktérem Sirem Nigelem Gresleyem pro vlak The Silver Jubilee, spojující Londýn s Newcastlem upon Tyne.
Rychlík „The Silver Jubilee“ byl inspirován německými motorovými vysokorychlostními proudnicovými vlaky, které byly provozovány mezi Berlínem a Hamburkem a posléze dalšími německými městy. Z důvodu malé kapacity a vysoké ceny takovýchto motorových jednotek však společnost LNER zvolila koncepci parní lokomotivy a klasických vozů. Tato koncepce slavila úspěch: trasu Londýn – Newcastle upon Tyne, dlouhou 374 km, jel rychlík The Silver Jubilee (začal jezdit na podzim roku 1935) 3 hodiny a 18 minut , což znamená průměrnou rychlost 112 km/h (70 mph) i se zastávkami.
Tříválcové lokomotivy vycházely z předchozí řady lokomotiv A3 a byly vybaveny aerodynamickým opláštěním. Některé kusy byly vybaveny dvojitou dyšnou Kylchap. Lokomotivy byly vybaveny samočinnou sací brzdou, v té době ve Spojeném království obecně používanou. Celkem bylo postaveno 35 lokomotiv řady A4, sloužily až do poloviny 60. let zejména na mnoha dálkových rychlících, např. Londýn – Edinburgh.
Jednotlivé stroje byly pojmenovány po druzích ptáků, po britských dominiích a dalších částech britského impéria a jinými názvy. Očíslovány byly čísly 2509 až 2512, 4462 až 4469, 4482 až 4500 a 4900 až 4903. U jednotných British Rail pak dostaly čísla 60001 až 60034 (lokomotiva 4469 byla za války poškozena a proto zrušena).
Hromadné vyřazování lokomotiv započalo na konci roku 1962, jako poslední byly vyřazeny lokomotivy č. 60019 Bittern (bukač) a č. 60024 Kingfisher (ledňáček) v září roku 1966, necelé dva roky před úplným ukončením parního provozu v síti Britských drah.
Celkem 6 lokomotiv (60019 Bittern, 60009 Union of South Africa, 60007 Sir Nigel Gresley, 60022 Mallard, 60008 Dwight D. Eisenhower, 60010 Dominium of Canada) bylo zachováno, z toho první tři jsou schopné provozu.

## Světový rychlostní rekord

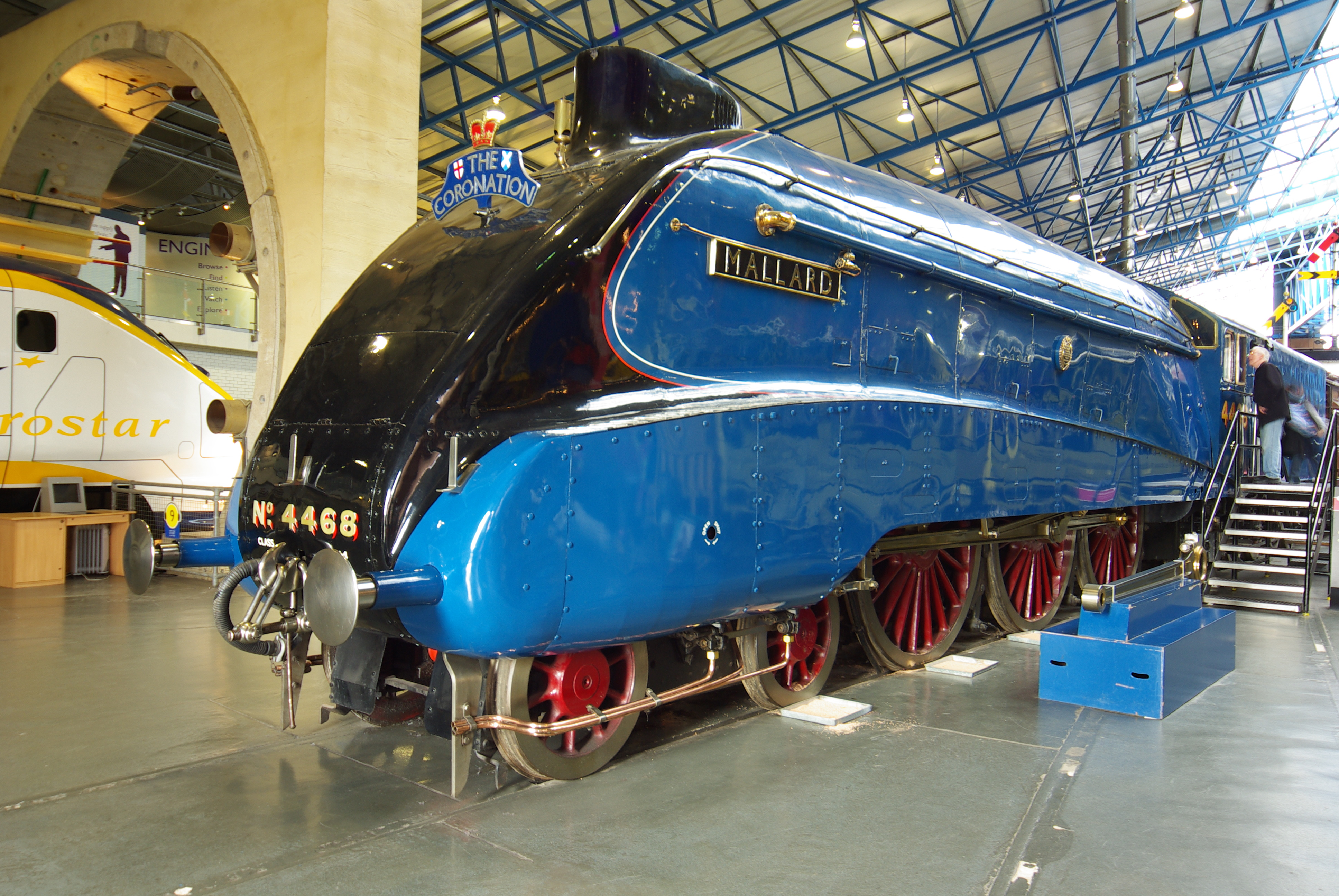
Dochovaný stroj 4468 Mallard, pokořitel rychlostního rekordu, v Národním železničním muzeu v Yorku

Dne 4. července 1938 dosáhla při zkušební jízdě lokomotiva 4468 Mallard (kachna divoká) podle údajů naměřených rychloměrem v dynamometrickém voze po dobu zhruba 5 sekund okamžité rychlosti 125,88 mph (202,58 km/h). Běžně bývá uváděna zaokrouhlená hodnota 126 mil za hodinu, což je patrné z odlévané pamětní tabulky na boku válcového kotle na lokomotivě. Rekord byl dosažen trati z Londýna do Yorku na klesání 5 ‰ nedaleko Peterboroughu mezi traťovými body Little Bytham a Essendine. Je dosud nepřekonaný a platný, ačkoliv bývá občas z důvodu klesání na trati zpochybňován.
Dosavadní rychlostní rekord parních lokomotiv držela lokomotiva Německých říšských drah 05 002, která v roce 1936 dosáhla rychlosti 200 km/h.
Dosažení rekordu lokomotivou Mallard bylo promyšleným marketingovým tahem směrem k široké veřejnosti. V letech předchozích i následujících dosáhly čas od času vyšší rychlosti vlaky v USA v běžném provozu při krácení zpoždění. Bylo to ale proti předpisům a bez přítomnosti úředního komisaře, který by rekord zaznamenal, takže rekordy nejsou oficiálně uznané.